# دوين هنري
دوين هنري (بالإنجليزية: Duane Henry)‏ هو ممثل بريطاني، ولد في 18 مارس 1985 في برمنغهام في المملكة المتحدة.

## أعمال

### مسلسلات
- إن سي آي إس

## وصلات خارجية
- دوين هنري على موقع IMDb (الإنجليزية)
- دوين هنري على موقع قاعدة بيانات الفيلم (الإنجليزية)